# Málaga
Málaga é uma cidade da Andaluzia, na Espanha. Capital da província homônima, localiza-se na costa sul do país, no Mediterrâneo. A cidade originou-se de uma colônia grega na antiguidade clássica. É a sexta maior cidade do país, com mais de 560 mil habitantes. Foi fundada pelos fenícios no século XII a.C. Foi incorporada à Coroa de Castela em 1487.
Málaga possui uma estreita relação com o santuário de Torreciudad pois a Padroeira de Málaga, Nossa Senhora da Victoria, tem um lugar especial no santuário, com uma réplica levada em 1996. Desde então milhares de malagueños têm peregrinado até ali, recorrendo à denominada Rota Mariana.

## Futebol
O clube de futebol da cidade tem o nome da mesma, já foi um dos melhores clubes de futebol da Espanha, já tem disputado a Liga principal, porém actualmente disputa a 2ª divisão espanhola, a LaLiga2. Um feito notável do Málaga foi chegar ás quartas de final da Liga dos Campeões da UEFA de 2012-2013.[carece de fontes?]

## Património
- Cemitério Inglês ou de São Jorge - data de 1831, é o cemitério protestante mais antigo de Espanha. Repousam aqui personagens ilustres como Jorge Guillén e Gerald Brenan.[4]

## Cultura
- Museu da Imaginação

## Divisões administrativas
A cidade divide-se em 11 distritos administrativos, coordenados por Juntas Municipais de Distrito, que por sua vez se subdividem em bairros ou polígonos industriais:
1. Centro
2. Este
3. Ciudad Jardín
4. Bailén-Miraflores
5. Palma-Palmilla
6. Cruz de Humilladero
7. Carretera de Cádiz
8. Churriana
9. Campanillas
10. Puerto de la Torre
11. Teatinos-Universidad

## Cidades geminadas
| - Faro (Portugal) - Mobile (Estados Unidos) - Passau (Alemanha) | - Tiro (Líbano) - El Aiune (Saara Ocidental) - São Pedro da Aldeia, (Brasil) |